# نيشان الاستحقاق الجامايكي

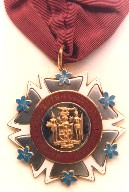
صورة لنيشان الإستحقاق الجمايكي

وسام الاستحقاق هو جزء من نظام التكريم الجامايكي، وهو رابع أعلى وسام تمنحه دولة جامايكا. يُمنح وسام الاستحقاق للجامايكيين أو المواطنين المميزين من البلدان الأخرى الذين حققوا تميزًا دوليًا في مجال العلوم أو الفنون أو الأدب أو أي مسعى آخر. لا يجوز أن يحمل الجائزة أكثر من 15 شخصًا على قيد الحياة. لا يعطى لأكثر من شخصين في سنة واحدة. 

يحق للأعضاء والأعضاء الفخريين في النظام ارتداء شارة النظام كزخرفة وأن يُطلق عليهم «الشرف». بالإضافة إلى ذلك، يمكنهم إلحاق الحروف اللاحقة الاسمية بأسمائهم، أو OM (مرتبة الشرف) في حالة الأعضاء الفخريين. شعار الأمر هو «من يفعل الحقيقة يأتي إلى النور».

كان وسام الاستحقاق في الأصل هو الذي مُنِح لرؤساء الدول الأجنبية، ولكن تم الاستيلاء على هذه الوظيفة من قبل وسام التميز في عام 2003.

## المستلمون
المصدر: 

### على قيد الحياة
- البروفيسور دونالد جاسبر هاريس (2021) [5]
- أورلاندو باترسون (2020) [6]
- البروفيسور أنتوني أبراهام تشين (2008) [7]
- جيمي كليف (أكتوبر 20, 2003) [8]
- البروفيسور جيرالد لالور [9]
- الدكتور ألبرت بيلفيل لوكهارت، مخترع كاناسول المشارك [10] [11]
- السير ميريديث أليستر ماكنتاير [12]
- البروفيسور ميرفين موريس [13]
- السير شريداث رامفال [12]
- البروفيسور إدوارد روبنسون (2008) [7]
- البروفيسور مانلي إليشا ويست، مخترع كاناسول المشارك [10] [11]
- السير ويلارد وايت (2000)

### ليسوا على قيد الحياة
- الأرنب ويلر [14]
- لويز بينيت كوفرلي (2001) [15]
- الكاردينال ويليام نيب (1845) [12]
- الدكتور توماس ليكي [12]
- المحترمة إدنا مانلي (1980) [16]
- مايكل مانلي المحترم [12]
- بوب مارلي (فبراير 1981) [17]
- هيرب ماكنلي (2004) [18]
- البروفيسور ريكس نيتلفورد [19]
- ماري سيكول (1990، بعد وفاتها) [20]
- السير فيليب ماندرسون شيرلوك (1989) [21]
- البروفيسور إم جي سميث (1972) [22]
- البروفيسور كارل ستون (1993) [23]
- بيتر توش (2012، بعد وفاته) [24]
- الدكتورة سيسلي ويليامز [12]
- فيدل كاسترو [25]
- السير ديريك والكوت [12]

## روابط خارجية
- الموقع الرسمي